# Aroor
Aroor es una ciudad censal situada en el distrito de Alappuzha en el estado de Kerala (India). Su población es de 39214 habitantes (2011). Se encuentra a 7 km de Cochín y a 47 km de Alappuzha.

## Demografía
Según el censo de 2011 la población de Aroor era de 39214 habitantes, de los cuales 19431 eran hombres y 19783 eran mujeres. Aroor tiene una tasa media de alfabetización del 95,81%, inferior a la media estatal del 94%: la alfabetización masculina es del 97,99%, y la alfabetización femenina del 93,68%.